# Малый Агардяш (озеро)
Малый Агардяш — озеро в Карабашском районе Челябинской Области.

## География
Расстояние от областного центра — города Челябинска до озера 100 км. На берегах озера находятся посёлки Малый Агардяш и Бурлак, а поблизости ряд маленьких озёр: Копейка (1,9 километра), Юшты (1,3 километра), Алтарь (1,7 километра). Из более крупных водоемов рядом находятся: Аргазинское водохранилище(35 километров по трассе на машине), озеро Увильды (13 километров на машине).

## Характеристики
Озеро имеет форму сердца, как и озеро Большой Агардяш. Средняя глубина 5 метров, местами может доходить до 9 метров.

## Фауна
На озере 2 раза в год устраивают зарыбление. Обитают карп, щука, судак, белый амур, рипус. На озере осуществляется рыбалка по путевкам, продажа рыба из садков. В окрестностях озера обитают: перепел, утка, куропатка, белка, бурундук, ондатра.